# 着陆器
着陆器（英語：Landing craft，lander），是降落在天体表面的一种航天器。对于有大气层的天体，需要经历穿越大气层的过程。因此，对于这类着陆器可能需要配备降落伞来减速，将末速度控制在合理范围内，最终在天体表面软著陆。
对于有大气层的天体，着陆发生在进入大气层之后。 在这些情况下，着陆器可能会使用降落伞来减慢速度，以保持较低的终端速度。 在某些情况下，小型着陆火箭将在撞击前发射，以降低着陆器的速度。 着陆可以通过受控下降来完成，并放在起落架上，还可以为低重力天体添加着陆后附着机构（例如菲莱着陆器使用的机构）。在一些任务中，例如月球9号和火星探路者等，會使用充气气囊来缓冲着陆器的冲击，而不是使用更传统的起落架。
当有意计划进行高速撞击以研究撞击后果时，航天器被称为"撞击器"。 
着陆器或撞击器目前已探索的天体包括月球、 金星、火星、土衛六、水星以及一些小行星和彗星。

## 列表

### 月球著陸器
- 月球4號，1963年
- 月球5號，1965年
- 月球6號，1965年
- 月球7號，1965年
- 月球8號，1965年
- 月球9號，1966年
- 勘測者1號，1966年
- 勘測者2號，1966年
- 月球13號，1966年
- 勘測者3號，1967年
- 勘測者4號，1967年
- 勘測者5號，1967年
- 勘測者6號，1967年
- 勘測者7號，1968年
- 月球15號，1969年
- 阿波罗登月舱，1969-1972年
  - 阿波羅11號，LM-5“鷹”，1969年
  - 阿波羅12號，LM-6“無畏”，1969年
  - 阿波羅13號，LM-7“水瓶座”，1970年
  - 阿波羅14號，LM-8“心大星”，1971年
  - 阿波羅15號，LM-10“獵鷹”，1971年
  - 阿波羅16號，LM-11“獵戶座”，1972年
  - 阿波羅17號，LM-12“挑戰者”，1972年
- 月球16A號，1969年
- 月球16B號，1969年
- 月球16C號，1970年
- 月球16號，1970年
- 月球17號，1970年
- 月球18號，1971年
- 月球20號，1972年
- 月球21號，1973年
- 月球23號，1974年
- 月球24A號，1975年
- 月球24號，1976年
- 嫦娥三号，2013年
- 嫦娥四号，2019年
- 创世纪号，2019年
- 月船2號，2019年
- 嫦娥五号，2020年
- 白兔-R M1，2023年
- 好客號月球探測器，2023年
- 月球25號，2023年
- 月船3號，2023年
- 游隼號月球著陸器，2024年
- 小型月球探測器，2024年
- 直覺機器Nova-C月球著陸器，2024年至今
  - 奥德修斯号月球着陆器，2024年
  - 雅典娜號月球著陸器，2025年
  - IM-3（英语：IM-3），预计2025年
  - IM-4（英语：IM-4），预计2027年
- 嫦娥六号，2024年
- 藍色幽靈月球着陆器，2025年至今
  - 藍色幽靈一號，2025年
  - 藍色幽靈二號，预计2026年
  - 藍色幽靈三號，预计2028年
- 白兔-R M2，2025年
- 格里芬月球著陸器，预计2025年
  - 格里芬一號，预计2025年
  - 格里芬二號，预计2026年
- 藍月著陸器Mk1，预计2026年
- 嫦娥七号，预计2026年
- 白兔-R M3，预计2026年
- 星舰人类登陆系统，预计2027年
- 月船4號（英语：Chandrayaan-4），预计2027年
- Nyx月球著陸器，预计2028年
- 月球27號（英语：Luna 27），预计2028年
- 月船5號（英语：Chandrayaan-5），预计2028年
- 嫦娥八号，预计2029年
- 藍月著陸器Mk2，预计2029年
- 揽月着陆器，预计2029年
- 月球28號（英语：Luna 28），预计2030年
- 阿爾戈英雄月球著陸器（英语：Argonaut (lunar lander)），预计2031年

### 金星著陸器
- 金星3號，1965年
- 金星4A號，1965年
- 金星4號，1967年
- 金星5A號，1967年
- 金星5號，1969年
- 金星6號，1969年
- 金星7號，1970年
- 金星8A號，1970年
- 金星8號，1972年
- 金星9A號，1972年
- 金星9號，1975年
- 金星10號，1975年
- 金星11號，1978年
- 金星12號，1978年
- 金星13號，1982年
- 金星14號，1982年
- 維加計劃
  - 維加1號，1985年
  - 維加2號，1985年
- 金星-D，预计2031年

### 火星著陸器
- 火星2號，1971年
- 火星3號，1971年
- 火星6號，1973年
- 火星7號，1973年
- 海盜號著陸器生物探測實驗
  - 海盜1號，1976年
  - 海盜2號，1976年
- 火星96，1996年
- 火星拓荒者號，1997年
- 火星極地著陸者號，1999年
  - 深空2號，1999年
- 小獵犬2號，2003年
- 火星探測漫遊者
  - 勇氣號火星探測器，2004年
  - 机遇号火星漫游车，2004年
- 鳳凰號火星探測器，2008年
- 火星科学实验室，2012年
- 斯基亞帕雷利EDM登陸器，2016年
- 洞察號火星探測器，2018年
- NASA-ESA火星樣本取回任務
  - 火星2020，2021年
  - 样本收集着陆器，2029年
- 天問一號，2021年
- 羅莎琳·富蘭克林號，预计2029年
- 天問三號，预计2029年
- 火星著陸器任務（英语：Mars Lander Mission），预计2030年代

### 火卫一著陸器
- 火衛一計畫
  - 火衛一1號，1988年
  - 火衛一2號，1989年
- 福布斯-土壤，2012年
- 火星衛星探測器，预计2027年

### 小行星著陸器
- 會合-舒梅克號，2001年
- 隼鳥號，2005年
- 隼鳥2號，2018年
- OSIRIS-REx，2020年
- 天問二號，预计2026年

### 土卫六著陸器
- 惠更斯號，2005年
- 蜻蜓號，预计2034年

### 彗星著陸器
- 菲萊登陸器，2014年